# Rozalin (województwo śląskie)
Rozalin – wieś w Polsce położona w województwie śląskim, w powiecie kłobuckim, w gminie Lipie.
W latach 1975–1998 miejscowość położona była w województwie częstochowskim.